# Гранат, Нина Львовна
Ни́на Льво́вна Гранат (8 августа 1935, Новосибирск — 22 июня 2001) — советский и российский юрист-криминалист, специалист по теории государства и права, а также деятельности правоохранительных органов; доктор юридических наук (1993); профессор кафедры теории государства и права (кафедры конституционного права) в Академии МВД СССР (Академия управления МВД России); полковник милиции, заслуженный юрист Российской Федерации (1998).

## Биография
Выпускница Харьковского юридического института (1957). Старший научный сотрудник Всесоюзного НИИ судебных экспертиз МЮ СССР (1971—1976). Защитила кандидатскую диссертацию «Характеристика следственных задач и психологические механизмы их решения» (1973) и докторскую диссертацию «Правовые и нравственно-психологические основы обеспечения законности на предварительном следствии» (1992).

## Основные работы
Нина Гранат является автором и соавтором 132 научных публикаций, включая несколько монографий и учебных пособий; она специализируется, в основном, на фундаментальной проблемах теории государства и права, а также — на вопросах деятельности советских и российских правоохранительных органов:
- «Решение следственных задач». Учебное пособие (Волгоград; М., 1978);
- «Обеспечение социалистической законности в деятельности органов внутренних дел». Монография (М., 1979);
- Вопросы психологии коллектива сотрудников органов внутренних дел : Учеб. пособие / Гранат Н. Л., Коровин А. Н., Лобзов А. С. и др. — М. : Акад. МВД СССР, 1981. — 83 с.;
- «Правовые, нравственные и психологические основы обеспечения законности» Монография (М., 1988);
- Толкование норм права в правоприменительной деятельности органов внутренних дел : Учеб. пособие / Н. Л. Гранат, О. М. Колесникова, М. С. Тимофеев; Акад. МВД СССР. — М. : Акад. МВД СССР, 1991. — 81 с.
- «Обеспечение законности в деятельности органов внутренних дел». Учебное пособие (М., 1993);
- «Общая теория права и государства». Учебник. Под ред. проф. В. В. Лазарева (М., 1994) (в соавт.);
- «Профессионально-юридическая культура в правоприменительной деятельности органов внутренних дел». Учебное пособие (М., 1994) (в соавт.);
- «Общая теория государства и права». Академический курс. В 2 т. Учебник. Под ред. проф. М. Н. Марченко (М., 1998);
- «Социальный менеджмент». Учебник. Под ред. Д. В. Волового (М., 1998).